# Riff
Een riff is een ritmisch en melodisch basispatroon. Het begrip komt uit het Engels. In klassieke muziek wordt de term ostinato gebruikt.
Voorbeelden van riffs zijn de intro's van composities. Riffs kunnen ook een repeterende eigenschap hebben. Ze komen dan iedere keer weer in een compositie om de hoek kijken en fungeren op die manier als een fundament voor de melodie.
Voorbeelden:
- een bekende riff is het met powerakkoorden opgebouwde deuntje op de slaggitaar van Ritchie Blackmore van Deep Purple in Smoke on the Water. De gitaarriff van Whole Lotta Love van Led Zeppelin wordt nog steeds gebruikt als herkenningstune van het Britse popprogramma Top of the Pops
- in de jazz kent men de intro van de compositie van Miles Davis in So What. Ook het Dave Brubeck Quartet maakte veel gebruik van riffs, bijvoorbeeld in Take Five.
- in de blues is de opening van Dust My Broom van Elmore James heel bekend, net als de riff van Crossroads zoals Eric Clapton die met Cream introduceerde.
- in de rock-'n-roll is de gitaarintro van Chuck Berry een standaard-riff
- in de hardrock is Black Dog van Led Zeppelin een van de bekendste gitaarriffs
- in de heavy metal zijn de openingen van Master of Puppets en Enter Sandman van Metallica erg bekend
- de riff van Seven Nation Army van The White Stripes is een van de bekendste riffs van de 21e eeuw.

## Varia
- Total Guitar, een Brits vakblad voor gitaristen, vroeg zijn lezers in 2010 naar het lied met de beste riff van het afgelopen decennium. De winnaar was Plug In Baby, een nummer uit 2001 van Muse.
- Datzelfde tijdschrift organiseerde in 2009 de verkiezing van de beste riff aller tijden. Toen kwam Voodoo Chile van Jimi Hendrix als winnaar uit de bus.
- Soms worden riffs hergebruikt (of geplagieerd). De riff van Day Tripper van The Beatles kwam terug in de uitvoering van What'd I Say van John Mayall's Bluesbreakers.
- Niet zelden worden de termen een riff en lick met elkaar verward. Een lick is echter een reeks snel op elkaar volgende noten. Waar een riff een duidelijk dragende functie in een compositie heeft hoeft dat voor een lick niet te gelden. De term lick is net als riff vooral in zwang onder gitaristen en bassisten maar is eveneens toepasbaar bij ieder ander type instrument dat voor melodiespel is te gebruiken. Deze kan zowel in een riff als in een melodische solo zijn verwerkt en kan ook onderdeel zijn van het muzikale vocabulaire van een muzikant om deze toe te passen in een improvisatie. De eerste zeven noten van de riff van Eric Claptons Layla zijn een duidelijk voorbeeld van een lick.